# Рабина (Невесиње)
Рабина је насељено мјесто у општини Невесиње, Република Српска, БиХ. Према попису становништва из 2013. у насељу је живјело свега 25 становника.

## Историја
Прије последњег рата у БиХ, мјесто Рабина је у потпуности припадало Невесињу. Након овог рата, Рабина је подијељена на Доњу (ФБиХ) и Горњу (РС) Рабину.

## Становништво
На попису 1991. у Рабини су живјеле породице: Гаштан, Хајдаревић, Мичијевић, Страњак и Шехић.
| Демографија | Демографија | Демографија |
| Година      | Становника  | Становника  |
| ----------- | ----------- | ----------- |
| 1961.       | 590         |             |
| 1971.       | 524         |             |
| 1981.       | 431         |             |
| 1991.       | 376         |             |